# Strazjets
Strazjets (bulgariska: Стражец) är ett distrikt i Bulgarien.   Det ligger i kommunen Obsjtina Razgrad och regionen Razgrad, i den nordöstra delen av landet, 270 km öster om huvudstaden Sofia.
Trakten runt Strazjets består till största delen av jordbruksmark. Runt Strazjets är det ganska tätbefolkat, med 83 invånare per kvadratkilometer.